# Simão, o Leproso
Simão, o Leproso, é uma pessoa mencionada em Mateus 26 e Marcos 14. Segundo as narrativas no evangelhos, Jesus visitou a casa de Simão em Betânia e foi ali que uma mulher derrama um caro perfume sobre a cabeça de Jesus. Moravam também em Betânia Maria, Marta e Lázaro.

## Narrativa bíblica
Simão é por vezes identificado como sendo o mesmo Simão, o Fariseu (Shimon ben Gamliel), mencionado em Lucas 7 como o anfitrião de um jantar no qual os pés de Jesus foram ungidos por uma mulher. Segundo João 12, Maria, Marta e Lázaro ofereceram um jantar a Jesus seis dias antes da Páscoa (e sua crucificação). Jesus havia chegado à cidade quatro dias antes. Marta servia e Lázaro estava à mesa com Jesus quando, segundo João, o jantar é na casa de Lázaro, também em Betânia, após ele ter ressussitado, a mulher é identificada como a irmã de Lázaro, Maria de Betânia.
Por causa das similaridades entre os três relatos, muitos estudiosos tentaram reconciliar os eventos e os participantes de cada um, ao passo que muitos outros destacaram as diferenças entre eles. Uma explicação para as similaridades é que a unção em Lucas 7 e unção em Betânia de Marcos, Mateus e João, aconteceram com alguns dos mesmos participantes, mas com anos de distância entre si.
Simão é também identificado como sendo Lázaro ou um parente dele, talvez seu pai ou irmão, pois tanto Mateus quanto Marcos mencionam Simão enquanto João menciona Lázaro, mas os quatro evangelhos relatam que Jesus esteve hospedado em Betânia na Semana Santa. Abbé Drioux defende que Lázaro de Betânia, Simão, e Lázaro, o leproso da parábola de Jesus, são a mesma pessoa, pois nela, Lázaro é um leproso como Simão, e também por conta de uma coincidência defendida por Drioux entre Lucas 16:30 e 12:10, pela qual Anás e Caifás tentaram matar Lázaro depois que ele foi ressuscitado.